# Дрейк, Ларри
Ларри Дрейк (англ. Larry Drake; 21 февраля 1949 — 17 марта 2016) — американский актёр, лауреат двух премий «Эмми».

## Биография
Дрейк родился в городе Талса, штат Оклахома, в семье Лоррейн и Рэймонда Дрейков. Его мать — домохозяйка, а отец — инженер нефтяной компании. Выпускник Оклахомского университета. Первоначально хотел стать учителем. Самой известной его ролью является умственно отсталый посыльный Бенни Сталвич из сериала «Закон Лос-Анджелеса», которого он играл с 1987 года и вплоть до закрытия шоу в 1994. За эту работу он выиграл две премии «Эмми» (1988, 1989) и трижды номинировался на «Золотой глобус». Он вернулся к данной роли в 2002 году, когда вышло продолжение — телефильм «Закон Лос-Анджелеса: Фильм».
Он известен и по другим фильмам и сериалам, в том числе «Байки из склепа», «Звёздный путь: Вояджер», «Звёздные врата: SG-1», «Клиент всегда мёртв», «Светлячок», «Ночная посылка», «Остров фантазий», «Доктор Усмешка», «Расследование Джордан», «Мистер Бин», «Парень-каратист», «Юристы Бостона», «Человек тьмы» и его сиквел «Возвращение Дюрана», «Инферно», «Патология», «Американский пирог 2» и «Послание» (из серии «За гранью возможного»). Также озвучивал персонажей из мультсериалов «Бэтмен будущего», Попса в «Джонни Браво», «Лига справедливости» и ряде других.
Был женат на актрисе Рут де Соса (1989—1991).
17 марта 2016 тело Дрейка было обнаружено в его доме в Лос-Анджелесе в возрасте 66 лет. Менеджер актёра Стивен Сиберт (Steven Siebert) сообщил, что за несколько месяцев до смерти актёр испытывал проблемы со здоровьем. Позднее сообщалось, что Дрейк страдал редкой формой рака крови, что привело к сгущению крови. Другими причинами были названы сердечный приступ, гипертония и ожирение.